# REIVA
REIVA (укр. Рейва) — український рок-гурт, заснований у 2018 році в місті Тернопіль. Виконує музику у стилях ґрандж і пост-ґрандж. Тексти пісень пишуть українською та англійською мовами.

## Історія
Гурт REIVA створений у 2018 році в Тернополі вокалістом Ярославом і барабанщиком Іваном як результат переформатування колективу Takeplace, у якому вони раніше грали разом. Того ж року до гурту приєднався гітарист Михайло. В оновленому складі впродовж 2018 року музиканти активно накопичували авторський матеріал, змістивши свій фокус у бік ґранджевого звучання та додаючи елементи електронної музики.
У лютому 2019-го REIVA записали свою англомовну композицію «Your Nightmares» на тернопільській студії «Шпиталь Рекордс» у співпраці із саундпродюсером Лесиком Драчуком (відомим за проєктами Los Colorados, Tik Tu, Omodada, Пиріг і Батіг, та є співзасновником волонтерського фонду Musicians Defend Ukraine). Реліз цієї пісні відбувся у червні 2021 року.
У жовтні 2019-го гурт вирушив до Києва на студію «Істок» для запису синглу «Стіна», який було презентовано слухачам у грудні 2020-го.
Наступного (2020) року REIVA взяли участь у конкурсі «Pepsi Music Star», організованому Pepsi та гуртом The HARDKISS, де стали фіналістами, обійшовши понад 1500 учасників. Саме тоді до гурту доєднався басист Ігор, який відтоді є постійним учасником колективу[неавторитетне джерело].
На початку 2021-го REIVA взяли участь у телевізійному проєкті «Музичні війни», діставшись гранд-фіналу разом із гуртом Хвилі. Хоча перемога за підсумками жеребкування дісталася Хвилям, вони передали головний приз — право на запис альбому — команді REIVA.
Приблизно у той самий час із гурту вийшов барабанщик Іван, однак пізніше він долучався як сесійний музикант. Для деяких виступів 2021 року REIVA залучали барабанщиків Діму Волинського і Грішу Петришина у ролі сесійних виконавців.
30 травня 2021 року гурт виступив на фестивалі Rock Area у Чернівцях як хедлайнер одного з днів, а 3 липня 2021-го — на міжнародному мотофестивалі Wild Fire у Яремчі.
У серпні 2021-го REIVA перемогли у відбірковому турі Rock Battle UA (Київ) і пройшли до півфіналу, однак участь у конкурсі припинили через початок підготовки до запису альбому.
Того ж (2021) року гурт був номінований у категорії «New Wave (Нова Хвиля). Найкращі нові імена рок-музики» премії MUZVAR AWARDS.
Крім того, у 2021, 2022 та 2023 роках REIVA виступили на фестивалі «Файне місто» (Light Stage), здобувши ще більшу впізнаваність серед шанувальників української рок-музики.
18 листопада 2021 року, скориставшись призом від «Музичних війн», гурт розпочав роботу над концептуальним альбомом «Ламай» на студії 38 Records під керівництвом саундпродюсера Артема Яковлєва. Наприкінці того ж року до складу приєднався барабанщик Дмитро Волинський, із яким REIVA записали частину треків та виступили на фестивалях «Файне місто 2022», «Файне місто 2023» та інших концертах[неавторитетне джерело].
У грудні 2022-го REIVA організували сольний благодійний концерт у тернопільському креативному кластері «Na Пошті».
У 2023 році Дмитро Волинський покинув склад REIVA, а вже у 2024-му до гурту приєднався новий барабанщик Маріо, який відтоді є постійним учасником колективу.[джерело?]
Впродовж 2024 року частина пісень із платівки побачила світ як сингли, а повний реліз альбому «Ламай» відбувся 31 січня 2025 року.

## Склад гурту
Теперішні учасники
- Ярослав Земба — вокал (з 2018); бас-гітара (2018—2020)[26][1]
- Михайло Рогальський — гітара (з 2018)[1][26]
- Ігор Телішко — бас-гітара (з 2020)[1][26]
- Маріо — ударні (з 2024)[джерело?]

Колишні учасники
- Іван Самець — ударні (2018—2021)
- Григорій Петришин — ударні (2021)
- Дмитро Волинський — ударні (2021-2023)[джерело?]

## Дискографія

### Альбоми
- Ламай (2025)[24][25].

### Сингли
- Стіна (2020)[3][4]

- Your Nightmares (2021)[2]
- Одні (2023)[27]
- Давай забудем (2024)[28][29][неавторитетне джерело]
- Прокидаюсь (2024)[30]
- Галас (2024)[31]

### Музичні відео та кліпи
- Стіна (2020)
- Your Nightmares (2021)
- Давай забудем (2024)
- Прокидаюсь (2024)

## Нагороди і номінації
| Рік  | Нагорода      | Категорія                                                | Результат | Прим.  |
| ---- | ------------- | -------------------------------------------------------- | --------- | ------ |
| 2021 | MUZVAR AWARDS | «New Wave» (Нова Хвиля). Найкращі нові імена рок-музики. | Номінація | [ 15 ] |